# 에끄 도 띤
에끄 도 띤(Ek Do Teen)은 인도의 영화 《더 워리어: 돌아온 전사》(Baaghi 2)의 노래다. 이 노래는 알카 야그닉(Alka Yagnik)이 부른 1988년 개봉한 인도 영화 《문나)》(Tezaab)의 Ek Do Teen을 리메이크했다. 재클린 페르난데즈와 타이거 슈로프과 출연했고, 슈레야 고샬이 불렀다.